# Bash at the Beach
Bash at the Beach var et pay-per-view-show inden for wrestling produceret af World Championship Wrestling. Det var ét af organisationens månedlige shows og blev afholdt i juli fra 1994 til 2000.
Bash at the Beach var et show med et særligt strandtema, hvilket betød, at indgangen til arenaen ofte var dekoreret med fx surfboards og sand. Temaet passede fint med det varme vejr i juli, og showet blev også kun afholdt i stater som Florida og Californien. Bash at the Beach efterfulgte Beach Blast, der havde fundet sted i 1992 og 1993, og begge shows var mere eller mindre WCW's svar på WWF's SummerSlam. Sammen med Starrcade, SuperBrawl, The Great American Bash og Halloween Havoc var Bash at the Beach anset som én af WCW's største begivenheder.

## Main events
| År   | Main event                                                                | Titel                              |
| ---- | ------------------------------------------------------------------------- | ---------------------------------- |
| 1994 | Ric Flair vs. Hulk Hogan                                                  | WCW World Heavyweight Championship |
| 1995 | Hulk Hogan vs. Vader                                                      | WCW World Heavyweight Championship |
| 1996 | Sting, Randy Savage og Lex Luger vs. Kevin Nash, Scott Hall og Hulk Hogan |                                    |
| 1997 | Hollywood Hogan og Dennis Rodman vs. Lex Luger og The Giant               |                                    |
| 1998 | Hollywood Hogan og Dennis Rodman vs. Diamond Dallas Page og Karl Malone   |                                    |
| 1999 | Kevin Nash vs. Sting vs. Randy Savage vs. Sid Vicious                     | WCW World Heavyweight Championship |
| 2000 | Jeff Jarrett vs. Booker T                                                 | WCW World Heavyweight Championship |

## Resultater

### 1994
Bash at the Beach 1994 fandt sted 17. juli 1994 fra Orlando, Florida.
- WCW World Television Championship: Lord Steven Regal besejrede Johnny B. Badd
  - Johnny B. Badd erstattet Sting, der var blevet skadet.
- Vader besejrede The Guardian Angel via diskvalifikation
- Terry Funk og Bunkhouse Buck besejrede Dustin Rhodes og Arn Anderson
- WCW United States Heavyweight Championship: Steve Austin besejrede Ricky Steamboat
- WCW World Tag Team Championship: Pretty Wonderful (Paul Roma og Paul Orndorff) besejrede Cactus Jack og Kevin Sullivan
  - Pretty Wonderful vandt dermed VM-bælterne.
- WCW World Heavyweight Championship: Hulk Hogan (med Mr. T og Jimmy Hart) besejrede Ric Flair (med Sensational Sherri)
  - I Hulk Hogans første kamp nogensinde i WCW var han i stand til at vinde VM-titlen fra den 11-dobbelte verdensmester Ric Flair i en klassisk wrestlingkamp. Efter kampen fik Hulk Hogan overrakt VM-bæltet af Shaquille O'Neal.

### 1995
Bash at the Beach 1995 fandt sted 16. juli 1995 udenfor på stranden i Huntington Beach, Californien.
- WCW United States Heavyweight Championship: Sting besejrede Meng
- WCW World Television Championship: Renegade besejrede Paul Orndorff
- Kamala besejrede Hacksaw Jim Duggan
- Diamond Dallas Page besejrede Dave Sullivan
- WCW World Tag Team Championship: Harlem Heat (Booker T og Stevie Ray) besejrede Nasty Boys (Brian Knobbs og Jerry Sags) og Blue Bloods (Lord Steven Regal og Earl Robert Eaton) i en Triangle Match
- Randy Savage besejrede Ric Flair i en Lifeguard Lumberjack Match
- WCW World Heavyweight Championship: Hulk Hogan besejrede Big Van Vader i en Steel Cage Match

### 1996
Bash at the Beach 1996 fandt sted 7. juli 1996 fra Daytona Beach, Florida. Denne begivenhed er en milepæl i moderne wrestlinghistorie, da gruppen New World Order (nWo) blev dannet denne aften.
- Rey Mysterio, Jr. besejrede Psychosis
- John Tenta besejrede Big Bubba Rogers i en Carson City Silver Dollar Match
- Diamond Dallas Page besejrede Hacksaw Jim Duggan i en Taped Fist Match
- Nasty Boys (Brian Knobbs og Jerry Sags) besejrede Public Enemy (Rocco Rock og Johnny Grunge) i en Double Dog Collar Match
- WCW Cruiserweight Championship: Dean Malenko besejrede Disco Inferno
- Steve McMichael besejrede Joe Gomez
- WCW United States Heavyweight Championship: Ric Flair besejrede Konnan
- The Giant og The Taskmaster besejrede Arn Anderson og Chris Benoit
- The Outsiders (Kevin Nash og Scott Hall) og The Mystery Partner (Hulk Hogan) kæmpede uafgjort mod Randy Savage, Sting og Lex Luger
  - The Outsiders ville ikke afsløre deres tredje mand og startede således kampen 2-mod-3. Kort efter blev Lex Luger dog skadet, hvilket betød, at det nu var 2-mod-2.
  - Mod kampens slutning løb Hulk Hogan, der havde været væk fra WCW's tv-programmer i flere måneder, op i ringen og chokerede fans og kommentatorer ved at angribe sin tidligere makker Randy Savage. Hogan afslørede sig selv som den hemmelige tredje mand, og sammen erklærede de, at New World Order var dannet. Chokerede og utilfredse fans smed en masse affald efter Hulk Hogan, der nu havde vendt ryggen på alle sine fans, der ellers havde støttet ham og Hulkamania i næsten 15 år.

### 1997
Bash at the Beach 1997 fandt sted 13. juli 1997 fra Daytona Beach, Florida.
- Mortis og Wrath besejrede Glacier og Ernest Miller
  - Dette var Glaciers første nederlag i WCW.
- WCW Cruiserweight Championship: Chris Jericho besejrede Ultimo Dragon
- Steiner Brothers (Rick Steiner og Scott Steiner) besejrede The Great Muta og Masa Chono
  - Steiner Brothers blev dermed topudfordrene til WCW World Tag Team Championship.
- Juventud Guerrera, Héctor Garza og Lizmark, Jr. besejrede La Parka, Psicosis og Villano IV
- Chris Benoit besejrede Kevin Sullivan i en Retirement Match
  - Kevin Sullivan var dermed tvunget til at indstille karriere, og han har ikke wrestlet siden. Dette markerede også enden på Sullivans Dungeon of Doom, der havde eksisteret siden 1995.
- WCW United States Heavyweight Championship: Jeff Jarrett besejrede Steve McMichael
- Scott Hall og Randy Savage besejrede Diamond Dallas Page og Curt Hennig
  - Hennig efterlod sin makker alene i ringen mod deres to modstandere.
- Roddy Piper besejrede Ric Flair
- Lex Luger og The Giant besejrede Dennis Rodman og Hollywood Hogan

### 1998
Bash at the Beach 1998 fandt sted 12. juli 1998 fra Cox Arena i San Diego, Californien.
- Raven (med Scotty Riggs og Lodi) besejrede Saturn i en Raven's Rules Match
- Juventud Guerrera besejrede Billy Kidman
- Stevie Ray besejrede Chavo Guerrero, Jr.
- Eddie Guerrero besejrede Chavo Guerrero, Jr. i en Hair vs. Hair Match
  - Chavo Guerrero barberede sig selv skaldet efter kampen.
- Konnan (med Lex Luger og Kevin Nash) besejrede Disco Inferno (med Alex Wright)
- The Giant besejrede Kevin Greene
- WCW Cruiserweight Championship: Rey Mysterio, Jr. besejrede Chris Jericho
  - Rey Mysterio vendte tilbage efter seks måneders pause og vandt titlen.
- WCW World Television Championship: Booker T besejrede Bret Hart via diskvalifikation
- WCW World Heavyweight Championship:Goldberg besejrede Curt Hennig
- Hollywood Hogan og Dennis Rodman (med The Disciple) besejrede Diamond Dallas Page og Karl Malone
  - Rodman og Malone, begge basketballspillere, kæmpede mod hinanden med hver deres tagteam-partner.
  - Wrestlerne rørte knap nok hinanden i kampens første 10-15 minutter, hvilket resulterede i højlydte råb af "Boring!" (kedeligt) fra fans i arenaen.

### 1999
Bash at the Beach 1999 fandt sted 11. juli 1999 i National Car Rental Center i Fort Lauderdale, Florida.
- Ernest Miller besejrede Disco Inferno
- WCW World Television Championship: Rick Steiner besejrede Van Hammer
- WCW United States Heavyweight Championship: David Flair besejrede Dean Malenko
- B.A., Konnan, Rey Mysterio og Swoll besejrede Barry Windham, Bobby Duncum Jr., Curt Hennig og Kendal Windham i en Elimination Match
- Fit Finlay vandt WCW Junkyard Invitational
  - Kampen foregik på en losseplads og involverede også Ciclope, Jerry Flynn, Johnny Grunge, Hardcore Hak, Horace Hogan, Brian Knobbs, Hugh Morrus, La Parka, Steven Regal, Rocco Rock, Silver King, David Taylor og Mikey Whipwreck.
- WCW World Tag Team Championship: Bam Bam Bigelow, Chris Kanyon og Diamond Dallas Page besejrede Chris Benoit og Perry Saturn
- Buff Bagwell besejrede Roddy Piper i en boksekamp
- WCW World Heavyweight Championship: Randy Savage og Sid Vicious besejrede Kevin Nash og Sting
  - Nash's VM-titel var på spil i kampen, og Randy Savage, der sikrede et pinfall for sit hold, vandt VM-bæltet.

### 2000
Bash at the Beach 2000 fandt sted 9. juli 2000 i Ocean Center i Daytona Beach, Florida.
- WCW Cruiserweight Championship: Lieutenant Loco besejrede Juventud Guerrera
- WCW Hardcore Championship: Big Vito besejrede Norman Smiley & Ralphus
- Daffney besejrede Miss Hancock i en Wedding Gown Match
- WCW World Tag Team Championship: Brian Adams & Bryan Clarke besejrede Chuck Palumbo & Shawn Stasiak
- Chris Kanyon besejrede Booker T
- WCW United States Heavyweight Championship: Mike Awesome besejrede Scott Steiner ved diskvalifikation
- Vampiro besejrede The Demon
- Shane Douglas besejrede Buff Bagwell
- Goldberg besejrede Kevin Nash
- WCW World Heavyweight Championship: Booker T besejrede Jeff Jarrett